# Mioxena longispinosa
Mioxena longispinosa är en spindelart som beskrevs av Miller 1970. Mioxena longispinosa ingår i släktet Mioxena och familjen täckvävarspindlar.
Artens utbredningsområde är Angola. Inga underarter finns listade i Catalogue of Life.